# Nieuw-Krispijn
Nieuw-Krispijn is een buurt in de stad Dordrecht, in de Nederlandse provincie Zuid-Holland. De buurt is gelegen ten oosten van de Krispijnseweg en de wijk Oud-Krispijn. De wijk ligt tussen Oud-Krispijn, de Zuidhoven en het Land van Valk in. Ze bestaat voornamelijk uit middenbouw en werd tijdens de Wederopbouw opgetrokken. De straatnamen hebben betrekking op de Nederlandse stadhouders.
Een aantal flats werd opgetrokken uit korrelbeton, welk materiaal vervaardigd werd uit puin van in de oorlog verwoeste gebouwen.